# Oskar Kuningas
Oskar Kuningas (* 2. Julijul. / 15. Juli 1911greg. in der Gemeinde Kilingi, heute Kilingi-Nõmme, Landgemeinde Saarde; † 9. März 1997 in Tallinn) war ein estnischer Literaturwissenschaftler, Journalist und Übersetzer.

## Leben
Kuningas ging u. a. in Pärnu und Tallinn zur Schule und arbeite seit 1935 als Journalist. Während der deutschen Besatzung von Estland im Zweiten Weltkrieg war er zeitweise inhaftiert, 1943 kam er frei und konnte in Paide wieder als Journalist tätig sein. Eine Fortsetzung dieser Tätigkeit gelang ihm zunächst auch nach der Wiedereroberung Estlands durch die Sowjetunion, bis er 1950 vom NKWD verhaftet wurde und für fünf Jahre in verschiedenen Lagern verschwand. In dieser „Schule des Lebens“, wie er es später selbst ausdrückte, traf er mit Schicksalsgenossen aus dem literarischen Leben Estlands wie Artur Alliksaar, August Annist, Tõnis Braks  u. a. zusammen.
Seit Herbst 1955 war er wieder auf freiem Fuß und lebte als freiberuflicher Literat in Tallinn, wo er kurzzeitig (1976–1978) auch Dozent an der Pädagogischen Hochschule war. Er war der Vater der estnischen Schriftstellerin Astrid Reinla und seit 1982 Mitglied des Estnischen Schriftstellerverbandes.

## Werk
Kuningas gab Gedichtsammlungen von estnischen Dichtern heraus und verfasste zahlreiche literaturhistorische Artikel und Essays zu estnischen Autorinnen und Autoren. Dabei hat er sich häufig auf Jubiläen und Jahrestage konzentriert. Er war außerdem sehr aktiv in der Heimatforschung und hat viel in Provinzzeitungen publiziert, was ihm die spätere Literaturwissenschaft nicht nur in Dank abnahm: Bisweilen gab es Klagen darüber, dass man nun allerlei Wissenswertes mühselig aus abseitigen Blättern heraussuchen müsse.
Als Übersetzer hat er hauptsächlich aus dem Lettischen übersetzt (Rūdolfs Blaumanis, Andrejs Upīts u. a.) übertragen, aber auch aus dem Deutschen (Johannes Bobrowski, Wilhelm Hauff, Hermann Hesse u. a.), Finnischen (Juhani Aho), Französischen (Jean Anouilh) und Russischen (Michail Michailowitsch Roschtschin). Über das Deutsche übersetzte er auch das Tagebuch von Anne Frank (1958) ins Estnische, dem erst 45 Jahre später eine direkte Übersetzung aus dem niederländischen Original von Vahur Aabrams folgte (2003).
Oskar Kuningas unternahm in den 1930er Jahren auch literarische Versuche und verfasste einen Roman, für den er jedoch keinen Verlag fand. Er befindet sich heute noch in seinem Nachlass.

## Bibliografie (Auswahl)

### Monografien
- Andres Särev. Tallinn: Eesti Raamat 1977. 92 S.
- Jaan Bergmann: Koidutäht ja teisi luuletusi. Koostanud Oskar Kuningas. Tallinn: Eesti Riiklik Kirjastus 1957. 71 S.
- Jakob Liiv: Valitud teosed. Koostanud Oskar Kuningas. Tallinn: Eesti Riiklik Kirjastus 1960. 407 S.
- Epp Kaidu kaasaegsete mälestustes. Koostanud Oskar Kuningas. Tallinn: Eesti Raamat 1982. 192 S.
- Kirjanduslikke matkaradu Eestis. Koostanud Oskar Kuningas. Tallinn: Eesti NSV Raamatuühing 1984. 75 S.
- Ma lillesideme võtaks... [Alatskivi]: Liivi Muuseum 1994. 27 S.

### Aufsätze
- Ühiskonnakriitilisi motiive Otto Müntheri kodukoha-ainelistes novellides, in: Looming 4/1949, S. 476–484.
- Paar täiendust A. Kitzbergi teoste tekkeloole, in: Keel ja Kirjandus 11/1963, S. 674–677.
- Ühe novellimeistri pärandist, in: Looming 6/1983, S. 849–852.
- Libahundi motiive Aadu Hindi loomingus, in: Keel ja Kirjandus 1/1985, S. 13–18.
- Krustenite Muraste, in: Looming 4/1985, S. 560–561.
- Jaan Lintrop novellistina, in: Keel ja Kirjandus 6/1985, S. 351–356.

### Sekundärliteratur
- Eerik Teder: Oskar Kuningas – 60, in: Looming 7/1971, S. 1116.
- Eerik Teder: Oskar Kuningas läti kirjanduse vahendajana, in: Looming 6/1981, S. 881–882.
- Trivimi Velliste: Meisterdetektiiv, koolmeister … Oskar Kuningas 75, in: Keel ja Kirjandus 7/1986, 429–430.
- Eerik Teder: Kuninglik kultuurimissioon (O. Kuningas 75), in: Looming 7/1986, S. 996–998.
- Paar mälestuskildu Jaan Tõnissonist ja Karskusliidust. Juubelieelne intervjuu Oskar Kuningaga, in: Looming 7/1991, S. 998–1000.
- Eerik Teder: Oskar Kuningat meenutades, in: Keel ja Kirjandus 4/1997, 277–279.